# Phase Dispersion Minimization

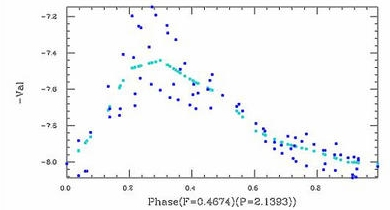
PDM2 analysis for the double mode Cepheid variable TU Cas, primary period

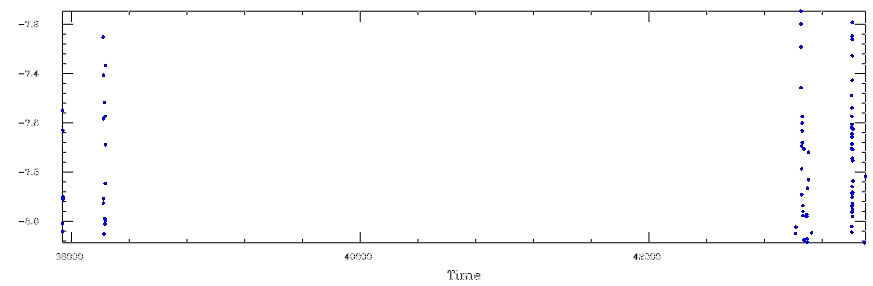
Raw data set for the analysis shown above. The large gaps are often found in ground based observations.

Phase Dispersion Minimization (abgekürzt PDM) ist eine Datenanalysetechnik, welche aus einer Zeitreihenmessung periodische Anteile ermittelt. Sie kommt vor allem dann zum Einsatz, wenn die Datensätze fehlende Zeitabschnitte, nicht-sinusförmige Schwingungen, ungünstige zeitliche Abdeckung oder andere Nachteile aufweisen, die eine Fourier-Analyse verhindern. Das Verfahren ist primär von Stellingwerf (1978) beschrieben worden. PDM kommt häufig in der Astronomie und Physik zur Anwendung.

## Verfahren
Die Phase Dispersion Minimization ist eine Variante der Datenfaltung. Kern des Verfahrens ist ein wiederholtes Ausprobieren bzw. Schätzen einer Periodendauer und anschließendes Überlagern der Daten in Abschnitten entsprechend der Länge dieser Schätzperiode. Die Daten werden so zu einem Phasenplot gefaltet. Entspricht die Schätzperiode der wahren Periode der Daten, so ergibt sich im Phasendiagramm eine Messwertverteilung gemäß einer relativ einfachen Funktion. Ist dies jedoch nicht der Fall, so verteilen sich die Messwerte willkürlich.
Um diese Form der Ergebnisanalyse vornehmen zu können, unterteilt PDM das Phasendiagramm in mehrere Unterabschnitte und berechnet jeweils die Varianz der Messwerte innerhalb dieser Unterabschnitte. Diese Unterabschnitte können optional einander überlappen, um eine bessere Überdeckung der Phase zu bekommen. Die Varianzen werden aufsummiert und im Verhältnis zur Varianz der Gesamtmessung gesetzt. Im Falle einer Übereinstimmung der Schätzperiode mit der echten ist der Quotient der Varianzen minimal. Nicht übereinstimmende Perioden ergibt sich ein Quotient von ungefähr eins. Ein Graph, bei dem diese Quotienten über die Schätzperiode aufgetragen werden, liefert die Positionen wahrscheinlicher Perioden.
Ein alternativer Ansatz zur Unterteilung in Unterabschnitte ist die Betrachtung der Differenzen benachbarter Messwerte. Stimmt die Schätzperiode mit der wahren überein, so sind Ordinatenwerte der Messungen benachbart und die Aufsummierung der Differenzen wird minimal.